# غرينفيلد (أوهايو)
غرينفيلد (بالإنجليزية: Greenfield city, Ohio)‏ هي مدينة تقع بولاية أوهايو في الولايات المتحدة. تبلغ مساحتها 5.38 كم2، وترتفع عن سطح البحر 277.9776 م، بلغ عدد سكانها 4,639 نسمة في عام 2010 حسب إحصاء مكتب تعداد الولايات المتحدة وتصل الكثافة السكانية فيها 862.3 نسمة لكل كيلومتر مربع (2,233.3/ميل2).

## التركيبة السكانية
حدّد مكتب تعداد الولايات المتحدة بيانات التركيبة السكانية لغرينفيلد في تعداد الولايات المتحدة. في ما يلي، التركيبة السكانية حسب تعدادي 2000 و2010.

### تعداد عام 2000
بلغ عدد سكان غرينفيلد 4,906 نسمة بحسب تعداد عام 2000، وبلغ عدد الأسر 1,955 أسرة وعدد العائلات 1,253 عائلة مقيمة في المدينة. في حين سجلت الكثافة السكانية 911.9 نسمة لكل كيلومتر مربع (2,361.8/ميل2). وبلغ عدد الوحدات السكنية 2,099 وحدة بمتوسط كثافة قدره 390.1 لكل كيلومتر مربع (1,010.4/ميل2).
وتوزع التركيب العرقي للمدينة بنسبة 95.78% من البيض و2.20% من الأمريكيين الأفارقة و0.08% من الأمريكيين الأصليين و0.08% من الأمريكيين ذوي الأصول الآسيوية و0.12% من سكان جزر المحيط الهادئ و0.33% من الأعراق الأخرى و1.41% من عرقين مختلطين أو أكثر و0.69% من الهسبانيون أو اللاتينيون من أي عرق.
بلغ عدد الأسر 1,955 أسرة كانت نسبة 34.9% منها لديها أطفال تحت سن الثامنة عشر تعيش معهم، وبلغت نسبة الأزواج القاطنين مع بعضهم البعض 44.3% من أصل المجموع الكلي للأسر، ونسبة 15.3% من الأسر كان لديها معيلات من الإناث دون وجود شريك، بينما كانت نسبة 4.4% من الأسر لديها معيلون من الذكور دون وجود شريكة وكانت نسبة 35.9% من غير العائلات. تألفت نسبة 30.9% من أصل جميع الأسر من عدة أفراد يعيشون في نفس المنزل ونسبة 15.4% كانت تتألف من شخص يعيش بمفرده يبلغ من العمر 65 عاماً أو أكثر. وبلغ متوسط حجم الأسرة المعيشية 2.44، أما متوسط حجم العائلات فبلغ 3.04.
بلغ العمر الوسطي للسكان 36.3 عاماً. وكانت نسبة 26.4% من القاطنين تحت سن الثامنة عشر، وكانت نسبة 9.5% بين الثامنة عشر والرابعة والعشرين عاماً، ونسبة 25.9% كانت واقعةً في الفئة العمرية ما بين الخامسة والعشرين والرابعة والأربعين عاماً، ونسبة 20.4% كانت ما بين الخامسة والأربعين والرابعة والستين، ونسبة 15.1% كانت ضمن فئة الخامسة والستين عاماً فما فوق. يوجد لكل 100 أنثى 85.1 ذكر، ويوجد لكل 100 أنثى في الثامنة عشر من عمرها فما فوق 81.1 ذكر.
بلغ متوسط دخل الأسرة في المدينة 30,805 دولارًا، أما متوسط دخل العائلة فبلغ 36,952 دولارًا. وكان متوسط دخل الذكور 32,156 دولارًا مقابل 21,352 دولارًا للإناث. وسجل دخل الفرد الخاص بالمدينة 14,306 دولارًا. وكانت نسبة 12.3% من العائلات ونسبة 15.1% من السكان تحت خط الفقر، وكان من هؤلاء نسبة 17% تحت سن الثامنة عشر ونسبة 13.6% في الخامسة والستين من العمر وما فوق.

### تعداد عام 2010
بلغ عدد سكان غرينفيلد 4,639 نسمة بحسب تعداد عام 2010، وبلغ عدد الأسر 1,829 أسرة وعدد العائلات 1,148 عائلة مقيمة في المدينة. في حين سجلت الكثافة السكانية 862.3 نسمة لكل كيلومتر مربع (2,233.3/ميل2). وبلغ عدد الوحدات السكنية 2,141 وحدة بمتوسط كثافة قدره 398 لكل كيلومتر مربع (1,030.8/ميل2).
وتوزع التركيب العرقي للمدينة بنسبة 95.93% من البيض و1.75% من الأمريكيين الأفارقة و0.09% من الأمريكيين الأصليين و0.19% من الأمريكيين ذوي الأصول الآسيوية و0.30% من الأعراق الأخرى و1.75% من عرقين مختلطين أو أكثر و0.75% من الهسبانيون أو اللاتينيون من أي عرق.
بلغ عدد الأسر 1,829 أسرة كانت نسبة 33.7% منها لديها أطفال تحت سن الثامنة عشر تعيش معهم، وبلغت نسبة الأزواج القاطنين مع بعضهم البعض 38.4% من أصل المجموع الكلي للأسر، ونسبة 17.8% من الأسر كان لديها معيلات من الإناث دون وجود شريك، بينما كانت نسبة 6.5% من الأسر لديها معيلون من الذكور دون وجود شريكة وكانت نسبة 37.2% من غير العائلات. تألفت نسبة 32.1% من أصل جميع الأسر من عدة أفراد يعيشون في نفس المنزل ونسبة 15% كانت تتألف من شخص يعيش بمفرده يبلغ من العمر 65 عاماً أو أكثر. وبلغ متوسط حجم الأسرة المعيشية 2.47، أما متوسط حجم العائلات فبلغ 3.07.
بلغ العمر الوسطي للسكان 37.1 عاماً. وكانت نسبة 25.9% من القاطنين تحت سن الثامنة عشر، وكانت نسبة 8.7% بين الثامنة عشر والرابعة والعشرين عاماً، ونسبة 25.4% كانت واقعةً في الفئة العمرية ما بين الخامسة والعشرين والرابعة والأربعين عاماً، ونسبة 24.4% كانت ما بين الخامسة والأربعين والرابعة والستين، ونسبة 15.8% كانت ضمن فئة الخامسة والستين عاماً فما فوق. وتوزع التركيب الجنسي للسكان بنسبة 47.5% ذكور و52.5% إناث.

## وصلات خارجية
- الموقع الرسمي